# Dia das Letras Galegas
O Dia das Letras Galegas (em galego:  Día das Letras Galegas) é um dia de celebração em torno da língua galega. Começou a celebrar-se no ano de 1963, coincidindo com a celebração do centenário da primeira edição dos Cantares Galegos de Rosalía de Castro (17 de maio).
O autor tem que cumprir três pré-requisitos para ser candidato: ter uma obra literária relevante escrita em galego, levar dez anos ou mais após a morte e ter o apoio de ao menos, três membros da Real Academia Galega.

## Autores
Cada ano subsequente tem vindo a ser dedicado a um escritor em língua galega já morto:
- 1963: Rosalía de Castro
- 1964: Alfonso Daniel Rodríguez Castelao
- 1965: Eduardo Pondal
- 1966: Francisco Añón
- 1967: Manuel Curros Enríquez
- 1968: Florentino López Cuevillas
- 1969: Antonio Noriega Varela
- 1970: Marcial Valladares Núñez
- 1971: Gonzalo López Abente
- 1972: Valentín Lamas Carvajal
- 1973: Manuel Lago González
- 1974: Xoán Vicente Viqueira
- 1975: Xoán Manuel Pintos
- 1976: Ramón Cabanillas
- 1977: Antón Villar Ponte
- 1978: Antonio López Ferreiro
- 1979: Manuel Antonio
- 1980: Afonso X de Castela
- 1981: Vicente Risco
- 1982: Luís Amado Carballo
- 1983: Manuel Leiras Pulpeiro
- 1984: Armando Cotarelo Valledor
- 1985: Antón Losada Diéguez
- 1986: Aquilino Iglesia Alvariño
- 1987: Francisca Herrera Garrido
- 1988: Ramón Otero Pedrayo
- 1989: Celso Emilio Ferreiro
- 1990: Luís Pimentel
- 1991: Álvaro Cunqueiro
- 1992: Fermín Bouza-Brey
- 1993: Eduardo Blanco Amor
- 1994: Luís Seoane
- 1995: Rafael Dieste
- 1996: Xesús Ferro Couselo
- 1997: Ánxel Fole
- 1998: Martim Codax / João de Cangas / Meendinho (Pergaminho Vindel)
- 1999: Roberto Blanco Torres
- 2000: Manuel Murguía
- 2001: Eladio Rodríguez González
- 2002: Martín Sarmiento
- 2003: Antón Avilés de Taramancos
- 2004: Xaquín Lorenzo
- 2005: Lorenzo Varela
- 2006: Manuel Lugrís Freire
- 2007: María Mariño
- 2008: Xosé María Álvarez Blázquez
- 2009: Ramón Piñeiro
- 2010: Uxío Novoneyra
- 2011: Lois Pereiro
- 2012: Valentín Paz-Andrade
- 2013: Roberto Vidal Bolaño
- 2014: Xosé María Díaz Castro
- 2015: Xosé Filgueira Valverde
- 2016: Manuel María
- 2017:  Carlos Casares
- 2018: María Victoria Moreno
- 2019: Antón Fraguas
- 2020: Ricardo Carballo Calero
- 2021: Xela Arias 2021: Xela Arias
- 2022: Florencio Delgado
- 2023: Francisco Fernández del Riego
- 2024: Luísa Villalta